# Sam Mikulak
Samuel Anthony Mikulak, detto Sam (Newport Beach, 13 ottobre 1992), è un ginnasta statunitense medaglia di bronzo ai Mondiali di Nanning 2014 e campione individuale ai Giochi panamericani di Toronto 2015.

## Biografia
Figlio di due ginnasti, Mikulak ha iniziato a praticare la ginnastica già all'età di due anni. Selezionato nella squadra statunitense di 5 uomini convocata alle Olimpiadi di Londra 2012, è stato il primo ginnasta maschile proveniente dall'Università del Michigan a disputare i Giochi olimpici. Con gli Stati Uniti si piazza al quinto posto, mentre da individualista raggiunge la finale del volteggio ottenendo un altro quinto posto.
Partecipa ai suoi primi Mondiali in occasione dei campionati di Anversa 2013 dove, col punteggio 15.566, resta ai piedi del podio nella finale alla sbarra dietro la medaglia di bronzo Kōhei Uchimura (15.633). L'anno dopo giunge al terzo posto con gli Stati Uniti nel concorso a squadre dei Mondiali di Nanning.
Dopo essersi laureato campione individuale ai Giochi panamericani di Toronto 2015, Mikulak prende parte alle Olimpiadi di Rio de Janeiro 2016. Contribuisce al quinto posto ottenuto dagli Stati Uniti nel concorso a squadre, e da individualista arriva a disputare le finali di tre eventi: si piazza settimo nell'all-around, ottavo al corpo libero e col punteggio 15.400 manca la medaglia di bronzo alla sbarra superato dal britannico Nile Wilson (15.466).
Fresco vincitore del suo quinto titolo nazionale individuale, ai Mondiali di Doha 2018 disputa le finali di sei eventi, vincendo la medaglia di bronzo alla sbarra. Nel concorso a squadre giunge quarto con gli Stati Uniti d'America dietro Giappone, Russia e Cina, mentre nel concorso individuale si è classificato quinto. Manca il podio con due quarti posti al cavallo con maniglie e alle parallele simmetriche, ed è solamente settimo al corpo libero.